# Michaël Jeremiasz
Michaël Jeremiasz (sinh ngày 15 tháng 10 năm 1981) là một vận động viên quần vợt xe lăn chuyên nghiệp đến từ Pháp. Anh giành được huy chương vàng ở nội dung đôi nam tại Thế vận hội dành cho người khuyết tật ở Bắc Kinh 2008. Jeremiasz đã lên ngôi số 1 thế giới ở cả đơn và đôi trong wheelchair circuit. Jeremiasz, vào ngày 19 tháng 5 năm 2007, đứng vị trí thứ 4 ở đơn và thứ 1 ở đôi. Jeremiasz thuận tay phải và sở trường sân cứng. Anh được huấn luyện bởi Jerome Delbert.

## Danh hiệu Grand Slam

### Đôi
- Giải quần vợt Úc Mở rộng 2003 (v/ Hall)
- Giải quần vợt Mỹ Mở rộng 2005 (v/ Ammerlaan
- Giải quần vợt Mỹ Mở rộng 2006 (v/ Ammerlaan)
- Giải quần vợt Pháp Mở rộng 2009 (v/ Houdet)
- Giải quần vợt Wimbledon 2009 (v/ Houdet)
- Giải quần vợt Wimbledon 2012 (v/ Egberink)

## Thống kê sự nghiệp đơn
| Grand Slams  |     |     |     |     |     |     |     |        |       |
| Úc Mở rộng   | TK  |     | W   | F   | F   | SF  |     | 1 / 5  | 8–4   |
| Pháp Mở rộng |     |     |     | SF  |     | SF  | QF  | 0 / 3  | 2–3   |
| Wimbledon    |     |     |     |     |     |     |     | 0 / 0  | 0–0   |
| Mỹ Mở rộng   |     | F   | F   | QF  |     |     |     | 0 / 3  | 4–3   |
| Thắng-Bại    | 0–1 | 2–1 | 5–1 | 3–3 | 2–1 | 2–2 | 0–1 | 1 / 11 | 14–10 |

## Thống kê sự nghiệp đôi
| Grand Slams  |     |     |     |     |     |     |     |     |        |       |
| Úc Mở rộng   | F   |     | F   | F   | F   | F   |     |     | 0 / 5  | 5–5   |
| Pháp Mở rộng |     |     |     | W   |     | W   | F   | F   | 2 / 4  | 6–2   |
| Wimbledon    |     | W   | F   |     |     | W   | F   |     | 2 / 4  | 6–2   |
| Mỹ Mở rộng   |     | W   | W   | F   |     |     |     |     | 2 / 3  | 5–1   |
| Thắng-Bại    | 1–1 | 4–0 | 4–2 | 4–2 | 1–1 | 5–1 | 2–2 | 1–1 | 6 / 16 | 22–10 |